# Jordi Mestre
Jordi Mestre Molina (Esplugas de Llobregat, 14 de septiembre de 1981 - Madrid, 6 de junio del 2020) fue un actor, modelo y presentador español. Era más conocido por su trabajo como reportero en Sé lo que hicisteis...

## Biografía
Fue diplomado en artes escénicas en la escuela de teatro El Timbal y licenciado en el Instituto del Teatro de Barcelona, además de realizar un máster en la Rose Bruford College of Speech and Drama de Londres, donde actuó en dos espectáculos, con directores reconocidos a nivel tanto inglés como europeo.

### Presentador deSé lo que hicisteis
El 7 de enero de 2011 la productora del ya desaparecido programa Sé lo que hicisteis..., Globomedia, declaraba en su cuenta de Twitter en exclusiva que se haría un casting para buscar al primer reportero masculino de la historia del programa. La productora y el programa confirmaron que el casting tendría lugar el 18 de enero en el Teatro Calderón de Madrid. Tras el casting, el programa dio a conocer a los cinco finalistas del mismo: Rodrigo H. Recio, Jordi Mestre, Alexis Santana, Jurro y Jon Postigo, de los cuales solo uno sería el reportero del programa. Así mismo, el 14 de febrero del mismo año, se confirmó la entrada de Jordi como nuevo reportero de dicho programa, el cual terminó el 20 de mayo de 2011, después de 1010 programas y cinco años en emisión.

### Carrera como actor
Además de varias incursiones en cine —Born, una historia basada en la Cataluña de 1714, donde interpretaba a Anton, dirigida por Claudio Zulián y Ushima Next dirigida por Joan Frank Charansonnet y Jesus Manuel Montané, donde interpretaba a un psicólogo llamado Blue, la cual se estrenó en el Festival de Sitges, en 2011—, teatro —Data de caducitat de Paolo Duarte o Detrás de Stephan Levy—, y cortos —Ilusión, Mano y Tacto dirigida por la Facultad de Comunicación Blanquerna de la Universidad Ramon Llull de Barcelona y Adiccions, dirigida por los graduados de la escuela Ites— protagonizó la campaña mundial de Nivea. 
También fue coprotagonista del corto promocional de la bebida Larios 12, junto a Malena Costa, en junio de 2011.
En el 2007, participó en la serie La Vía Augusta, una serie dramática de doce capítulos de una hora que vertía los protagonistas en un mundo de pasiones, luchas de poder, intrigas, deseo y amor a la Tarraco del año 24 a. C. de TV3, donde daba vida a un romano. En julio de 2011, participó como coprotagonista, junto con Alexandra Jiménez, en el videoclip de Vega, Como yo no hay dos.
En el 2012 participó en la serie Entre líneas, donde interpretaba a Maxi.
Desde el 2015, interpretó al doctor Hamman Dacaret en la docuserie diaria de TVE Centro médico, hasta la cancelación de la misma en enero de 2019.

### Modelaje
Ha trabajado como modelo para las marcas comerciales Lois, Nivea y Adidas, y también para editoriales de moda como Cosmopolitan, Zero, Marie Claire (Turquía), Men's Health (Grecia). En 2009, trabajó con la revista Vanity Gay, en una sesión de fotos desenfadada y canalla, con fotografás de Hugo Iglesias y estilismo de Marc Piña Sala.
Desde principios de primavera de 2011, Jordi se convirtió en el protagonista masculino de la nueva campaña de vaqueros Lois, una campaña original e inspirada en la mítica película El planeta de los simios. También protagonizó y fue la imagen, durante las mismas fechas, de la conocida y elegante firma de trajes catalana Grisby. Protagonizó tanto la línea principal de dicha firma como la línea de ceremonias, Grisby Ceremonias.
En julio del 2011, Jordi participó, junto a muchas caras conocidas como Sandra Blázquez, de la famosa serie Física o química, o Adriana Torrebejano, actriz de la ficción Tierra de lobos, en la publicación de New Faces 2011 que la revista Must! Magazine ofrece cada verano, recopilando a lo mejor de las grandes promesas televisivas y musicales de nuestro país. En las mismas fechas, fue portada de la revista Pop Me en su séptimo número, ofreciendo un gran y variado reportaje fotográfico.

### Fallecimiento
Falleció a los 38 años, el 6 de junio del 2020, en un accidente de tráfico mientras circulaba por la calle de Segovia de Madrid, cuando la moto que conducía impactó contra un semáforo hacia las 3 de la madrugada y salió despedido a unos 50 metros. El actor fue encontrado con parada cardiorrespiratoria, los sanitarios certificaron su muerte en el lugar del accidente. La Unión de Actores y Actrices informó sobre el óbito a través de la cuenta de Twitter del actor.

## Filmografía

### Televisión
- La Vía Augusta, en (TV3), (2007)
- BCN Live, (piloto) (Mediapro), (2009)
- Entre líneas (piloto) (2012).
- Cuéntame como pasó (TVE), (2014)
- Centro médico, en (TVE), (2015-2019)

### Colaborador
- Sé lo que hicisteis... en (La Sexta) (2011).

### Cine
- Born dirigida por Claudio Zulián (2013)
- Ushima Next dirigida por Joan Frank Charansonnet y Jesús Manuel

### Teatro
- Ventdavall, dirigida por Jordi Basora. 2007
- Skyline, dirigida por Jordi Vilà.
- Data de caducitat, dirigida por Paolo Duarte.
- Detrás, dirigida por Stephan Levy.
- Pedro y el capitán, de Mario Benedetti.

## Trabajos realizados
- Campaña mundial de la crema Nivea en 2008.[10]
- Sesión de fotos para Vanity Gay, en 2009.
- Temporada primavera-verano para la marca Lois  en 2011.
- Imagen de la firma de trajes Grisby, en 2011.
- Reportaje fotográfico para la revista en línea Pop Me, en 2011.
- Corto promocional de la ginebra Larios 12, en 2011.[11]
- Campaña de Caixa Geral de Depósitos.[12]
- Campaña para el champagne Baron B (2015)